# Terlusollogie
Die Terlusollogie (Kunstwort aus lateinisch terra ‚Erde‘, luna ‚Mond‘ und sol ‚Sonne‘, sowie  altgriechisch λόγος lógos, deutsch ‚Wort‘, ‚Lehre‘) ist ein alternativmedizinisches Konzept, das zwei Atem- bzw. Konstitutionstypen postuliert. Die Lehre wird von den deutschen Ärzten Charlotte (1909–2016) und Christian Hagena (* 1948) verbreitet und geht auf eine Typenlehre des Violinisten Erich Wilk (1915–2000) zurück. Sie findet vereinzelt in den Bereichen Alternativmedizin, Gesang, Gesangspädagogik, Logopädie und Sprecherziehung, sowie beim Instrumentalspiel Anwendung.
Wissenschaftliche Untersuchungen zur Validierung der Terlusollogie fehlen. Es liegen zwei kritisch-wissenschaftliche Arbeiten vor, die die Lehre als Pseudowissenschaft einstufen.
Das Wort „Terlusollogie“ ist als Marke registriert.

## Lehre
Die Lehre postuliert einen Einfluss von Sonne und Mond auf den Menschen, der sich in zwei Atem- bzw. Konstitutionstypen manifestiere: den lunaren Einatemtyp und den solaren Ausatemtyp. Der Einfluss, der am Tag der Geburt bzw. bei der ersten selbstständigen Atmung überwiegt, soll aus Sicht der Terlusollogie lebenslang prägend sein.
Der lunare Anteil wird zwischen 1 % bei Neumond und 99 % bei Vollmond angenommen, der solare Anteil zwischen 1 % am 21. Dezember (Winteranfang) und 99 % am 21. Juni (Sommeranfang).
Die beiden Atemtypen sollen sich primär in der Art ihrer Atmung (unterschiedliche Nutzung des Brust- bzw. Bauchraums für die Atmung und unterschiedliche Betonung der Atemphasen Ein- bzw. Ausatmung) unterscheiden. Als Folge der beiden unterschiedlichen Atmungsarten sollen sich zwei Konstitutionstypen herausbilden, die sich vor allem hinsichtlich Körperhaltung, Bewegung und Ernährung klar voneinander unterscheiden.
Dauerhafte Abweichung von den in der Lehre ausführlich beschriebenen atemtypischen Merkmalen soll zu Leistungsminderung und gesundheitlicher Beeinträchtigung führen.

## Verbreitung
Die Terlusollogie ist hauptsächlich in Deutschland, Österreich und der Schweiz verbreitet und auch unter den Namen „Atemtypenlehre nach Wilk“, „Atemtypenlehre“ oder „solar/lunar“ bekannt.

## Praktische Anwendung
Das Kernstück terlusollogischer Praxis bildet die Arbeit mit den Zusammenhängen zwischen Atmung, Körperhaltung und Bewegung. Als Grundlage dafür dient eine Serie von zwölf Körperübungen für jeden der beiden Atemtypen.
Diese Übungen sollen eine Anregung der Atem-Hilfs-Muskulatur durch gezielte Bewegungen bzw. Haltungen darstellen. Erich Wilk will sie durch langjährige Beobachtung des Verhaltens von Menschen unterschiedlichen Atemtyps in Alltag, Kunst und Sport abgeleitet und entwickelt haben. Sie sollen – exakt und regelmäßig ausgeführt – eine ökonomische Selbstorganisation des Körpers in Bezug auf Atmung, Haltung und Bewegung (einschließlich Feinmotorik) fördern.
Darüber hinaus gibt die Lehre Empfehlungen und Anweisungen zur allgemeinen Lebensführung sowie zu medizinischen Bereichen.
Terlusollogische Methoden werden in verschiedenen Gebieten angewendet, u. a. in Gesang und Stimme, im Instrumentalspiel, bei verschiedenen asiatischen Techniken, in der Pädagogik, der Alternativmedizin oder im Business Coaching.

## Wissenschaftliche Einordnung und Kritik
Trotz einer gewissen Verbreitung vor allem in den Fachgebieten Gesang, Gesangspädagogik, Instrumentalspiel (Bläser), Logopädie und Sprecherziehung wird die Lehre – insbesondere unter Gesangspädagogen, Stimmbildnern, Atemtherapeuten und Logopäden – kontrovers diskutiert. Wissenschaftliche Untersuchungen der Terlusollogen zur Validierung ihrer Lehre fehlen. Dagegen liegen zwei kritische wissenschaftliche Arbeiten vor:
- Der Sänger, Sprecher und Stimmtrainer Frederik Beyer hat im Rahmen seiner Diplomarbeit ca. 500 Probanden – anonym per Internet – zu einzelnen Annahmen der Terlusollogie befragt. Auf Grund seiner Untersuchungsergebnisse kam er zu dem Schluss, dass die von ihm untersuchten Annahmen der Terlusollogie falsch seien und die Lehre als Pseudowissenschaft bezeichnet werden muss.[19][20]
- Der Sozialpädagoge und Sozialinformatiker Uwe Janatzek hat in seinem Buch Pseudowissenschaft Terlusollogie. Ein Beitrag zum Demarkationsproblem für Studierende der Sozialen Arbeit die Terlusollogie als Beispiel für eine Pseudowissenschaft herangezogen. Er zeigt anhand typischer Merkmale auf, wie eine solche von echter Wissenschaft zu unterscheiden ist. Dabei weist er auf die Gefahr der Verwässerung von Wissenschaft und Praxis durch das Eindringen fragwürdiger Lehren und Methoden wie Homöopathie, NLP, Kinesiologie, Schamanismus, Familienaufstellung etc., und eben auch der Terlusollogie, in verschiedene pädagogische Bereiche und damit auch in Teilbereiche der Sozialen Arbeit hin.[21][22][23]